# 痛快!いたずらジャジャンボ
『痛快!いたずらジャジャンボ』（つうかい いたずらジャジャンボ）は、1992年1月6日から同年3月16日までテレビ朝日系列局（福井放送と山口放送を除く）と日本テレビ系列の四国放送で放送されていたバラエティ番組である。テレビ朝日とIVSテレビ制作の共同製作。放送時間は毎週月曜 19:00 - 19:30 （日本標準時）。
前番組『クイズいたずら大王!』のマイナーチェンジ版で、同様に街中にさまざまな罠を仕掛け、それにひっかかった人の様子を見ていた。司会は小堺一機とルー大柴が務めていた。

## 主題歌
- エンディングテーマ：浜村美智子『JAJAMBO』

## スタッフ
- 構成：章田宙谷、長田聖一郎、村上卓史、渡辺哲夫、澤井康成、小山協子、木村純子、児島秀樹
- 技術：八峯テレビ
- SW：毛利敏彦
- VE：中井章晴
- CAM：加瀬俊弘
- AUD：木俣洋一
- LD：吉川知孝
- TK：原田礼子
- 編集・MA：片桐孝・小池雅也（Excel Vision）
- 音効：金子喜久夫
- 広報：森田兆基（テレビ朝日）
- 美術：テルミック 鳥海節夫、佐藤正光、稲庭賢治、神崎竜
- スタイリスト：矢野悦子、繁田三千穂
- 音楽協力：テレビ朝日ミュージック
- 8mmビデオ協力：FUJIFILM
- 協力：プロデューサーハウス
- ディレクター：山内薫、小幡英司
- プロデューサー：今井真人（テレビ朝日）、後藤喜男
- 制作著作：テレビ朝日、IVSテレビ制作

| テレビ朝日系列 月曜19:00 - 19:30枠                     | テレビ朝日系列 月曜19:00 - 19:30枠                         | テレビ朝日系列 月曜19:00 - 19:30枠                                            |
| 前番組                                                 | 番組名                                                     | 次番組                                                                        |
| ------------------------------------------------------ | ---------------------------------------------------------- | ----------------------------------------------------------------------------- |
| クイズいたずら大王! （1991年10月7日 - 1991年12月23日） | 痛快!いたずらジャジャンボ （1992年1月6日 - 1992年3月16日） | クレヨンしんちゃん （1992年4月13日 - 1996年3月18日） （これより再びアニメ枠） |